# Cordillera de Vilcabamba
Cordillera de Vilcabamba – pasmo górskie w południowym Peru, w Kordylierze Wschodniej (Andy Środkowe). 
Rozciąga się na długości ponad 250 km między rzekami Apurímac i Urubamba. Najwyższy szczyt, Salcantay, osiąga wysokość 6271 m n.p.m. Pasmo zbudowane jest ze skał prekambryjskich i paleozoicznych. W najbardziej wyniesionych rejonach występują mezozoiczne i kenozoiczne intruzje skał magmowych. Stoki górskie porośnięte są wiecznie zielonymi lasami równikowymi. Na południu przeważa sucha roślinność krzewiasta. Północną część pasma zajmuje Park Narodowy Otishi, a w południowo-wschodniej części znajdują się ruiny inkaskiego miasta Machu Picchu.